# Hubba Bubba
Hubba Bubba es una marca de goma de mascar producida originalmente por Wm. Wrigley Jr. Company, una subsidiaria de Mars, Incorporated, en los Estados Unidos desde 1979, pero en los últimos años es producida en diferentes países. El chicle debe su nombre a la frase "Hubba Bubba" que los militares en la Segunda Guerra Mundial utilizaron para expresar su aprobación.
El truco principal que se utiliza para promover el chicle Hubba Bubba es que es menos pegajoso que otras marcas de goma de mascar y así la burbuja al estallar es más fácil de desprender de la piel. 
Las primeras porciones de Hubba Bubba se produjeron en el tradicional sabor de goma de mascar que a menudo es referida como la original, pero diferentes sabores de goma de mascar se han producido en todo el mundo. Muchos, pero no todos, de estos sabores se basan en la fruta. Hubba Bubba también incluyen muchos sabores de refrescos, goma de mascar y bolsas de compresión.
La competencia principal de Hubba Bubba para la mayor parte de la década de 1980 fue la marca Bubblicious.

## Descripción de producto
Antes de su lanzamiento, Hubba Bubba había sido mencionado como "diligencia" durante el desarrollo del producto y principios de fabricación en la planta de Wrigley ya desaparecida en Santa Cruz, California. 
La primera serie de anuncios de televisión para Hubba Bubba que se emitió en los Estados Unidos fue en una ciudad del oeste salvaje y contó con un personaje conocido como el pistolero, interpretado por el actor Don Collier. 
Al final de cada comercial, el combate de las encías declara, "grandes burbujas, ningún problema", seguido de una respuesta jocosa del veterano de películas occidentales Dub Taylor. Esta fue una referencia a que Hubba Bubba es menos pegajosa que otras marcas. 
En sus primeros años, Hubba Bubba sólo estaba disponible en fragmentos, por lo general se venden en paquetes de cinco trozos. Más recientemente, se ha producido como pedazos triturados, rollos de cinta de goma de mascar (cintas de tiras de 1,8 metros aproximadamente), recipientes de plástico de plástico, cajas de pequeñas bolas de chicle y rellenos de dulces.